# Bíldudalur
Bíldudalur är en ort på Island, i regionen Västfjordarna, vid fjorden Arnarfjörður. Bíldudalur ligger cirka 8 meter över havet. Antalet invånare är 284 (2022).

## Ekonomi
Liksom för många andra kustbyar på Island under 1900-talet, blev minskande fiskekvoter till skada för Bíldudalurs viktigaste näring, fisket. Ekonomin har dock lyckats diversifiera sig.

## Museum
I Bíldudalur finns Skrímlaseturs havsmonstermuseum.